# اولینا لوکاشفسکا
اِوِلینا لوکاشفسکا (لهستانی: Ewelina Lukaszewska؛ زادهٔ ۱۹۸۷ میلادی) کارگردان فیلم، مدل و بازیگر اهل لهستان بود.
از فیلم‌هایی که وی در آن‌ها نقش داشته است، می‌توان به ماچته می‌کشد اشاره نمود.